# Carl Olof Carlsson
Carl Olof Carlsson (i riksdagen kallad Carlsson i Bakeröd) , född 30 maj 1889 i Grinneröds församling, Göteborgs och Bohus län, död 19 februari 1964 i Grinneröds församling, Göteborgs och Bohus län, var en svensk politiker och lantbrukare.
Carl Olof Carlsson tillhörde Bondeförbundet och var riksdagsledamot i Andra kammaren 1941-1960, invald i Göteborgs och Bohus läns valkrets. Som riksdagsledamot skrev han 90 egna motioner samt 7 interpellationer. Han var ordförande i Bohusläns distrikt av bondeförbundet samt suppleant i bondeförbundets (och senare centerpartiets) förtroenderåd 1957-1960.
Carlsson var son till Anders Carlsson och Maria Rasmusson. Han gifte sig 1916 med lantbrukardottern Anna Maria Karlsson (1888-1964). De fick ett barn. Carl Olof Carlsson ägde hemmanet Bakeröd nr 1:3 i Grinneröds socken om 39,5 hektar. I sin hemort Grinneröd var han ordförande i kommunalstämman och i barnavårdsnämnden och vice ordförande i fattigvårdsstyrelsen. I församlingen var han kyrkvärd 1947-1964 samt ledamot av kyrko- och skolråden.